# 広島県小学校の廃校一覧
広島県小学校の廃校一覧（ひろしまけんしょうがっこうのはいこういちらん）は、広島県内の廃校になった小学校の一覧。対象となるのは、学制改革（1947年）以降に廃校となった小学校と分校である。学校名は廃校当時のもの。廃校時に小学校が所在していた自治体がその後合併により消滅している場合は、現行の自治体に含める。また現在休校中の県内の小学校（分校）も、その多くは実質上、廃校同然の状態にあるので参考として記載する。
（）内は廃校になった年（もしくは休校になった年）、統合先の小学校など。なお、※印付きの小学校は、廃校決定まで数年〜数十年の休校期間があった小学校である。

## 都市部

### 広島市
- 広島市立天満小学校福島分教場（1949年4月14日）[1]
- 広島市立伴小学校奥畑分校（1972年）[2]
- 広島市立高南西小学校[3]（1977年広島市立大林小学校へ統合）
- 広島市立日浦西小学校（2008年広島市立日浦小学校へ統合）[4]
- 広島市立小河内小学校〈2代目〉（2015年広島市立飯室小学校へ統合）[5]
- 広島市立久地小学校（2020年飯室小へ統合）[6]
- 広島市立湯来西小学校（2024年湯来東小へ統合）[7]
- 沼田町立伴小学校大塚分校（1958年）[2]
- 白木町立志屋小学校〈旧〉（1959年志屋西小と統合し広島市立志屋小学校〈新〉〈当時：白木町立〉へ）[8]
- 白木町立志屋西小学校（1959年志屋小〈旧〉と統合し志屋小〈新〉へ）[8]
- 白木町立三田東小学校（1963年三田西小と統合し広島市立三田小学校〈当時：白木町立〉へ）[9]
- 白木町立三田西小学校（1963年三田東小と統合し三田小へ）[9]
- 可部町立三入小学校南原分校（1957年7月1日）[10]
- 可部町立亀西小学校（1962年広島市立亀山小学校〈当時：可部町立〉へ統合）[11][注釈 1]
- 可部町立綾西小学校（同上）[11]
- 可部町立川手小学校（同上）
- 安古市町立大須小学校（1963年古市小〈初代〉と統合し新和小〈現：広島市立古市小学校〉となるも、1972年広島市立大町小学校〈当時：安古市町立〉として再独立）[12]
- 安佐町立高山小学校（1965年宇賀小高山分校となり、1969年廃校）[13]
- 安佐町立宇賀小学校（1970年久地小へ統合）[14]
- 安佐町立小河内小学校〈初代〉（1971年小峠小と統合し小河内小〈2代目〉〈当時：安佐町立〉へ）[15]
- 安佐町立小峠小学校（1971年小河内小〈初代〉と統合し小河内小へ〈2代目〉へ）[15]
- 安佐町立久地小学校魚切分校（1971年）[14]
- 湯来町立上水内小学校菅沢分校（1960年）
- 湯来町立上水内小学校上多田分校（1960年）
- 湯来町立上水内小学校打尾谷分校（1960年）
- 湯来町立砂谷小学校伏谷分校（1968年）[注釈 2]
- 湯来町立砂谷小学校峠分校（1968年）
- 湯来町立砂谷小学校白砂分校（1968年）
- 湯来町立水内小学校〈初代〉（1968年統合により水内小〈2代目〉となり、1969年広島市立湯来東小学校へ改称）[16]
- 湯来町立水内上小学校（1968年水内小〈2代目〉上教場となり、1969年廃止）[16]
- 湯来町立水内下小学校（1968年水内小〈2代目〉下教場となり、1969年廃止）[16]
- （私立）広島城北小学校（1992年休校）

### 福山市
- 福山市立郷分小学校（1957年山手小〈初代〉と統合し福山市立泉小学校へ）[17]
- 福山市立山手小学校〈初代〉（1957年郷分小と統合し泉小へ）[注釈 3]
- 福山市立走島小学校宇治島分校（1962年）[18]
- 福山市立熊野小学校寺迫分校（1969年）[19]
- 福山市立服部小学校本郷分校（1970年休校、1983年廃校）[20]
- 福山市立山野北小学校（2002年休校、児童は福山市立山野小学校へ編入[21]、2023年廃校[22]）
- 福山市立走島小学校（2015年）[23]
- 福山市立鞆小学校（2019年福山市立鞆中学校と統合し義務教育学校 福山市立鞆の浦学園へ移行）[24]
- 福山市立東村小学校（2020年今津小と統合し福山市立遺芳丘小学校へ）[25]
- 福山市立今津小学校（2020年東村小と統合し遺芳丘小へ）[25]
- 福山市立服部小学校（2020年駅家東小と統合し福山市立駅家北小学校へ）[26]
- 福山市立駅家東小学校（2020年服部小と統合し駅家北小へ）[26]
- 福山市立広瀬小学校（2022年福山市立広瀬中学校と統合し福山市立広瀬学園へ）[27]
- 福山市立千年小学校（2022年福山市立千年中学校および福山市立内海中学校と統合し福山市立想青学園へ）[28]
- 福山市立内浦小学校（同上）[28]
- 福山市立内海小学校（同上）[28]
- 福山市立能登原小学校（同上）[28]
- 福山市立常石小学校（2022年想青学園[28]および福山市立常石ともに学園[29]へ移行）
- 福山市立加茂小学校〈2代目〉（2023年山野小と統合し福山市立加茂小学校〈3代目〉へ）[30]
- 福山市立山野小学校（2023年加茂小〈2代目〉と統合し加茂小〈3代目〉へ）[30]
- 福相村立福相小学校相方分校（1949年）[31]
- 加茂町立加茂小学校〈初代〉（1960年統合により加茂小〈2代目〉へ）[32]
- 加茂町立自彊小学校（同上）[32]
- 加茂町立上野小学校（1960年加茂小上野教場となり、1961年廃止）[32]
- 加茂町立百谷小学校（1961年加茂小〈2代目〉へ統合）[32]
- 駅家町立駅家小学校〈旧〉（1965年統合により福山市立駅家小学校〈新〉〈当時：駅家町立〉へ） [33]
- 駅家町立近田小学校（同上） [33]
- 駅家町立自彊小学校（同上） [33]
- 新市町立常金丸小学校山形分校（1968年）
- 新市町立藤尾小学校（1978年休校、2000年福山市立常金丸小学校〈当時：新市町立〉へ統合）[注釈 4]※
- 芦田町立有磨小学校柞磨分校（1972年9月休校）[34]
- 内海町立田島小学校（1975年横島小と統合し内海小へ）[35]
- 内海町立横島小学校（1975年田島小と統合し内海小へ）[35]
- 神辺町立中条小学校三谷分校（2003年休校）[36]
- 沼隈町立山南小学校横倉分校（1967年）[37]
- 沼隈町立山南小学校菅田分校（1990年）[37]

### 呉市
- 呉市立石内小学校（1963年呉市立三坂地小学校へ統合）[38]
- 呉市立戸田小学校（1972年呉市立仁方小学校へ統合）[39]
- 呉市立情島小学校（1990年休校）[40]
- 呉市立延崎小学校（2001年休校）[40]
- 呉市立吾妻小学校（2005年上山田小と統合し呉市立明立小学校へ）[41]
- 呉市立上山田小学校（2005年吾妻小と統合し明立小へ）[41]
- 呉市立蒲刈小学校〈初代〉（2006年向小と統合し呉市立蒲刈小学校〈2代目〉へ）[42]
- 呉市立向小学校（2006年蒲刈小〈初代〉と統合し蒲刈小〈2代目〉へ）[42]☆旧校舎は現在、蒲刈小の校舎として活用されている。
- 呉市立二河小学校（2007年五番町小と統合し呉市立呉中央小学校へ）[43]
- 呉市立五番町小学校（2007年二河小と統合し呉中央小へ）[43]
- 呉市立辰川小学校（2008年統合により呉市立荘山田小学校へ）[44]
- 呉市立荒神町小学校（同上）[44]
- 呉市立片山小学校（同上）[44]
- 呉市立警固屋小学校〈旧〉（2009年統合により呉市立警固屋小学校〈新〉へ）[40]
- 呉市立鍋小学校（同上）[40]
- 呉市立長郷小学校（同上）[40]
- 呉市立大入小学校（2010年呉市立阿賀小学校へ統合）[45]
- 呉市立音戸小学校〈旧〉（2011年高須小と統合し呉市立音戸小学校〈新〉へ）[46]
- 呉市立高須小学校（2011年音戸小〈旧〉と統合し音戸小〈新〉へ）[46]
- 呉市立明徳小学校〈初代〉（2011年統合により呉市立明徳小学校〈2代目〉へ）[47]
- 呉市立渡子小学校（同上）[47]
- 呉市立田原小学校（同上）[47]
- 呉市立早瀬小学校（同上）[47]
- 呉市立奥内小学校（2011年呉市立波多見小学校へ統合）[46]
- 呉市立野路東小学校（2011年内海小へ統合）[48]
- 呉市立小坪小学校（2012年長浜小と統合し呉市立広南小学校へ）[49]
- 呉市立長浜小学校（2012年小坪小と統合し広南小へ）[49]
- 呉市立安登小学校〈旧〉（2012年野路中切小と統合し呉市立安登小学校〈新〉へ）[50]
- 呉市立野路中切小学校（2012年安登小〈旧〉と統合し安登小〈新〉へ）[50]
- 呉市立倉橋小学校〈初代〉（2013年統合により呉市立倉橋小学校〈2代目〉へ）[51]
- 呉市立尾立小学校（同上）[51]
- 呉市立倉橋東小学校（同上）[51]
- 呉市立豊小学校〈初代〉（2014年豊島小と統合し呉市立豊小学校〈2代目〉へ）[52]
- 呉市立豊島小学校（2014年豊小〈初代〉と統合し豊小〈2代目〉へ）[52]
- 呉市立落走小学校（2016年[53]）
- 呉市立昭和東小学校（2016年呉市立昭和中央小学校へ統合）[54]
- 呉市立内海小学校（2016年三津口小と統合し呉市立安浦小学校へ）[55]
- 呉市立三津口小学校（2016年内海小と統合し安浦小へ）[55]
- 呉市立下蒲刈小学校（2020年蒲刈小へ統合）[56]
- 呉市立天応小学校（2023年天応中と統合し呉市立天応学園(義務教育学校)）[57]
- 蒲刈町立宮盛小学校（1963年田戸小と統合し蒲刈小〈初代〉へ）
- 蒲刈町立田戸小学校（1963年宮盛小と統合し蒲刈小〈初代〉へ）
- 蒲刈町立大浦小学校（1989年蒲刈小〈初代〉へ統合）[注釈 5]
- 倉橋町立倉橋小学校横島分校（1965年）[58]
- 倉橋町立室尾小学校（1968年海越小と統合し東小〈のち：倉橋東小〉へ）[59]
- 倉橋町立海越小学校（1968年室尾小と統合し東小へ）[59]
- 倉橋町立大迫小学校（1981年東小へ統合）[59]
- 倉橋町立大向小学校（1987年[58]）
- 倉橋町立鹿老渡小学校（1997年東小へ統合）[59]
- 倉橋町立西宇土小学校（1997年[58]）
- 倉橋町立重生小学校（1997年明徳小〈初代〉へ統合）[47]
- 倉橋町立長谷小学校（1998年[58]）
- 倉橋町立鹿島小学校（2002年東小へ統合）[59]
- 倉橋町立須川小学校（2003年[58]）
- 倉橋町立宇和木小学校（2005年倉橋小〈初代〉へ統合）[40]
- 川尻町立川尻小学校野呂山分校（1970年）[60]
- 安浦町立野路西小学校（1974年内海小へ統合）[48]
- 安浦町立野路北小学校（2001年休校、内海小へ事実上統合）[48]
- 豊町立大長小学校（1971年御手洗小と統合し豊小〈初代〉へ）[52]
- 豊町立御手洗小学校（1971年大長小と統合し豊小〈初代〉へ）[52]
- 豊町立沖友小学校（1997年豊小〈初代〉へ統合）[52]
- 豊町立久比小学校（2002年豊小〈初代〉へ統合）[52]
- 豊浜町立斎小学校（1995年[61]）
- 豊浜町立大浜小学校（2003年豊島小へ統合）[52]
- 下蒲刈町立大地蔵小学校[62]（1999年統合により下蒲刈小へ）☆旧校舎は、下蒲刈小の校舎として引き続き使用されている模様。
- 下蒲刈町立下島小学校[62]（同上）
- 下蒲刈町立三之瀬小学校[62]（同上）

### 東広島市
- 東広島市立小松原小学校（2011年東広島市立風早小学校へ統合）[63]
- 東広島市立大田小学校（同上）[63]
- 東広島市立志和堀小学校（2019年西志和小へ統合）[64]
- 東広島市立河内西小学校（2019年東広島市立河内小学校へ統合）[65]
- 東広島市立竹仁小学校（2021年久芳小と統合し東広島市立福富小学校へ）[66]
- 東広島市立久芳小学校（2021年竹仁小と統合し福富小へ）[66]
- 東広島市立西志和小学校（2022年東志和小と統合し東広島市立志和小学校へ）[67]
- 東広島市立東志和小学校（2022年西志和小と統合し志和小へ）[67]
- 造賀村立造賀小学校小竹分校（1951年）[68]
- 西条町立上三永小学校（1957年下三永小と統合し東広島市立三永小学校〈当時：西条町立〉へ）[69]
- 西条町立下三永小学校（1957年上三永小と統合し三永小へ）[69]
- 西条町立西条小学校〈旧〉（1959年10月 - 1960年4月までの間〈正確な時期不詳〉統合により東広島市立西条小学校〈当時：西条町立〉へ）[70]
- 西条町立吉土実小学校（同上）[70]
- 西条町立御薗宇小学校（同上）[70]
- 西条町立下見小学校（同上）[70]
- 福富町立上戸野小学校（1969年久芳小へ統合）[71]
- 安芸津町立大芝小学校（1992年休校、小松原小へ事実上統合され、2009年廃校）※
- 豊栄町立清武小学校（1993年統合により東広島市立豊栄小学校〈当時：豊栄町立〉へ）[72]☆跡地には現在、豊栄小学校の校舎が建っている。
- 豊栄町立安宿小学校（同上）[72]
- 豊栄町立吉原小学校（同上）[72]
- 豊栄町立能良小学校（1994年豊栄小へ統合）[72]
- 豊栄町立清武西小学校（同上）[72]
- 豊栄町立乃美小学校（1995年豊栄小へ統合）[72]
- 河内町立宇山小学校（1993年統合により河内西小へ）[73]
- 河内町立戸野小学校（同上）[73]
- 河内町立河戸小学校（同上）[73]
- 河内町立小田小学校（2004年河内西小へ統合）[73]

### 尾道市
- 尾道市立木ノ庄東小学校山方分校（1957年尾道市立三成小学校へ統合）[74]
- 尾道市立筒湯小学校（2000年久保小へ統合）[75]
- 尾道市立戸崎小学校（2006年尾道市立浦崎小学校へ統合）[76]
- 尾道市立久山田小学校（2007年尾道市立栗原小学校へ統合）[77]
- 尾道市立大浜小学校（2007年尾道市立因北小学校へ統合）[78]
- 尾道市立上川辺小学校（2008年尾道市立御調中央小学校へ統合）[79]
- 尾道市立東生口小学校（2013年尾道市立瀬戸田小学校へ統合）[80]
- 尾道市立南小学校（同上）[81]
- 尾道市立土生小学校（2015年統合により尾道市立因島南小学校へ）[82]
- 尾道市立三庄小学校（同上）[82]
- 尾道市立田熊小学校（同上）[82]
- 尾道市立木頃小学校（2017年統合により尾道市立美木原小学校へ）[83]☆旧校舎は、美木原小の校舎として引き続き使用。
- 尾道市立木ノ庄西小学校（同上）[83]
- 尾道市立木ノ庄東小学校（同上）[83]
- 尾道市立原田小学校（同上）[83]
- 尾道市立久保小学校（2025年統合により尾道市立尾道みなと小学校へ）[84]
- 尾道市立土堂小学校（同上）[84]
- 尾道市立長江小学校（同上）[84]
- 因島市立中庄小学校（1967年統合により因北小へ）[78]
- 因島市立外浦小学校（同上）[78]
- 因島市立鏡浦小学校（同上）[78]
- 因島市立椋浦小学校（1990年三庄小へ統合）[85]
- 向島町立江奥小学校（1976年立花小と統合し尾道市立高見小学校〈当時：向島町立〉へ）[86]
- 向島町立立花小学校（1976年江奥小と統合し高見小へ）[86]
- 向島町立津部田小学校（1987年統合により尾道市立三幸小学校〈当時：向島町立〉へ）[87]
- 向島町立有道小学校（同上）[87]
- 向島町立岩子島小学校（同上）[87]
- 御調町立菅野小学校（2003年統合により御調中央小へ）[79]
- 御調町立綾目小学校（同上）[79]
- 御調町立大和小学校（同上）[79]
- 御調町立市小学校（同上）[79]☆かつての校舎は現在、御調中央小の校舎として活用されている。
- 御調町立河内小学校（2004年今津野小と統合し尾道市立御調西小学校〈当時：御調町立〉へ）[88]☆旧校舎は現在、御調西小の校舎として使われている模様。
- 御調町立今津野小学校（2004年河内小と統合し御調西小へ）[88]
- 瀬戸田町立瀬戸田小学校〈旧〉（1996年統合により瀬戸田小〈新〉へ）[81]
- 瀬戸田町立高根小学校（同上）[81]
- 瀬戸田町立西小学校（同上）[81]
- 瀬戸田町立北小学校（同上）[81]
- 瀬戸田町立名荷小学校（同上）[81]

### 廿日市市
- 廿日市市立浅原小学校（2015年廿日市市立津田小学校へ統合）[89]
- 廿日市市立玖島小学校（2015年廿日市市立友和小学校へ統合）[90]
- 吉和村立吉和小学校上分教場（1964年）[91]
- 佐伯町立四和小学校（1966年津田小へ統合）[92]
- 佐伯町立津田小学校栗栖分校（1969年）[92]
- 佐伯町立中道小学校飯山分校（1969年津田小へ移管され、1972年休校、1983年廃校）[92]※
- 佐伯町立中道小学校（1972年休校、津田小へ事実上統合され、1983年廃校）[92]※
- 佐伯町立玖島小学校川上分校（1983年）[90]※
- 佐伯町立玖島小学校平谷分校（1983年）[90]※
- 佐伯町立助藤小学校（1988年休校、津田小へ事実上統合され、1992年廃校）[92]※
- 廿日市町立原小学校後畑分校（1969年）[93]

### 三原市
- 三原市立鷺小学校[94]（1995年統合により三原市立鷺浦小学校へ）☆旧校舎は、鷺浦小の校舎として引き続き使用。
- 三原市立須ノ上小学校[94]（同上）
- 三原市立向田小学校[94]（同上）
- 三原市立渡瀬小学校（1998年三原市立幸崎小学校へ統合）[95]
- 三原市立久和喜小学校（2001年幸崎小へ統合）[95]
- 三原市立中野小学校（2006年坂井原小と統合し久井南小へ）[96]
- 三原市立坂井原小学校（2006年中野小と統合し久井南小へ）[96]
- 三原市立久井小学校〈旧〉（2013年統合により三原市立久井小学校〈新〉へ）[97]
- 三原市立羽和泉小学校（同上）[97]
- 三原市立久井南小学校（同上）[97]
- 三原市立八幡小学校（同上）[97]
- 三原市立神田小学校（2013年統合により三原市立大和小学校へ）[96]
- 三原市立神田東小学校（同上）[96]
- 三原市立大草小学校（同上）[96]
- 三原市立和木小学校（同上）[96]
- 三原市立椹梨小学校（同上）[96]
- 三原市立小坂小学校（2013年高坂小と統合し三原市立沼北小学校へ）[96]
- 三原市立高坂小学校（2013年小坂小と統合し沼北小へ）[96]
- 三原市立南方小学校（2016年統合により三原市立本郷西小学校へ）[98]☆旧校舎は、本郷西小の校舎として引き続き使用[99]。
- 三原市立船木小学校（同上）[98]
- 三原市立北方小学校（同上）[98]
- 本郷町立北方小学校用倉分校（1975年）[100]
- 大和町立神田西小学校（1990年休校）

### 三次市
- 三次市立和田小学校皆瀬分校（1954年12月）[101][注釈 6]
- 三次市立上川立小学校（1961年三次市立川地小学校へ統合）[102]
- 三次市立川西小学校有原分校（1962年）[注釈 7]
- 三次市立粟屋小学校北分校（1969年）[注釈 8]
- 三次市立河内小学校山家分校（1999年休校、2003年廃校）[103]※
- 三次市立河内小学校穴笠分校（2001年休校、2003年廃校）[103]※
- 三次市立上田小学校（2003年三次市立川西小学校へ統合）[104]
- 三次市立粟屋西小学校（2005年三次市立粟屋小学校へ統合）[105]
- 三次市立横谷小学校（2006年三次市立布野小学校へ統合）[106]
- 三次市立三次西小学校（2007年）[107]
- 三次市立宇賀小学校（2010年三次市立甲奴小学校へ統合）[108]
- 三次市立志和地小学校（2012年川地小へ統合）[102]
- 三次市立八幡小学校徳市分校（2012年三次市立吉舎小学校へ統合）[109]
- 三次市立三良坂小学校（2015年統合により三次市立みらさか小学校へ）[110]
- 三次市立灰塚小学校（同上）[110]
- 三次市立仁賀小学校（同上）[110]
- 三次市立安田小学校（2019年吉舎小へ統合）[111]
- 三次市立小童小学校（2025年三次市立甲奴小学校へ統合）[112]
- 作木村立作木第三小学校伊賀和志分校（1970年）
- 作木村立作木第一小学校大山分校（1972年）
- 作木村立作木第二小学校光守分校（1976年休校、1989年廃校）※
- 作木村立作木第三小学校岡三淵分校（1977年休校、1989年廃校）※
- 作木村立作木第一小学校（2002年統合により三次市立作木小学校〈当時：作木村立〉へ）[113]
- 作木村立作木第二小学校（同上）[113]☆旧校舎は現在、作木小学校の校舎として活用されている。
- 作木村立作木第三小学校（同上）[113]
- 君田村立君田上小学校茂田分校（1973年三次市立君田小学校〈当時：君田村立〉へ統合）[注釈 9]
- 君田村立君田上小学校（2002年君田小へ統合）[114]
- 三和町立上板木小学校（1958年板木小へ統合）
- 三和町立板木小学校（1971年統合により三次市立三和小学校〈当時：三和町立〉へ）[115]
- 三和町立下板木小学校（同上）[115]
- 三和町立上山小学校（同上）[115]
- 三和町立敷名小学校（同上）[115]
- 三良坂町立三良坂小学校皆瀬分校（1955年）
- 三良坂町立三良坂小学校田利分校（2004年休校[116]、2015年本校が廃校）
- 吉舎町立安田東小学校（1956年安田小へ統合）
- 吉舎町立上川西小学校（1957年安田小へ統合）[117]
- 吉舎町立敷地小学校（1975年吉舎小へ統合）[118][注釈 10]
- 吉舎町立敷地小学校蜂郷分校（同上）
- 甲奴町立甲奴小学校〈旧〉（1975年上川小と統合し甲奴小〈新〉へ）[108]
- 甲奴町立上川小学校（1975年甲奴小〈旧〉と統合し甲奴小〈新〉へ）[108]

### 府中市
- 府中市立永野小学校（1957年久佐小へ統合）[119]
- 府中市立下川辺小学校（1959年岩谷小父石分校と統合し明郷小へ）[119]
- 府中市立岩谷小学校父石分校（1959年下川辺小と統合し明郷小へ）[119]
- 府中市立河佐小学校（1972年明郷小へ統合）[119]
- 府中市立荒谷小学校（1972年西小へ統合）[119]
- 府中市立大正小学校空木分校（1981年）
- 府中市立大正小学校（1984年阿字小と統合し北小へ）[119]
- 府中市立阿字小学校（1984年大正小と統合し北小へ）[119]
- 府中市立西小学校（2008年統合により府中市立府中小学校となり、2017年義務教育学校府中市立府中学園へ）[120]
- 府中市立東小学校（同上）[120]
- 府中市立広谷小学校（同上）[120]
- 府中市立岩谷小学校（同上）[120]
- 府中市立久佐小学校（2009年明郷小へ統合）[121]
- 府中市立諸田小学校（同上）[121]
- 府中市立北小学校（2010年府中市立明郷小学校〈同時に府中市立府中明郷小学校へ改称〉へ統合）[121]
- 府中市立府中明郷小学校（2017年府中市立府中明郷中学校と統合し府中市立府中明郷学園へ）[122]
- 上下町立上下小学校（2002年統合により府中市立上下北小学校〈当時：上下町立〉へ）[123]
- 上下町立階見小学校（同上）[123]
- 上下町立吉野小学校（同上）[123]
- 上下町立清岳小学校（2002年矢野小と統合し府中市立上下南小学校〈当時：上下町立〉へ）[124]
- 上下町立矢野小学校（2002年清岳小と統合し上下南小へ）[124]

### 庄原市
- 庄原市立板橋小学校高門分校（2005年）[125]
- 庄原市立小鳥原小学校（2007年休校、庄原市立西城小学校へ事実上統合され[126]、2011年廃校[46]）
- 庄原市三次市学校組合立水後小学校（2008年休校、庄原市立山内小学校へ事実上統合され[127]、2011年廃校[46]）
- 庄原市立田川小学校（2008年休校、庄原市立庄原小学校へ事実上統合され[128]、2015年廃校[23]）
- 庄原市立高南小学校（2008年休校、庄原市立高小学校へ事実上統合され[129]、2015年廃校[23]）
- 庄原市立森脇小学校（2008年休校、庄原市立比和小学校へ事実上統合され[130]、2015年廃校[23]）
- 庄原市立古頃小学校（2008年休校、比和小へ事実上統合され[130]、2016年廃校[131]）
- 庄原市立三河内小学校（2008年休校、比和小へ事実上統合され[130]、2016年廃校[131]）
- 庄原市立実留小学校（2008年休校、庄原市立板橋小学校へ事実上統合[125]、2016年廃校[131]）
- 庄原市立本小学校（2008年休校、庄原市立峰田小学校へ事実上統合され[132]、2009年廃校）
- 庄原市立上谷小学校（1973年休校、1974年再開校、2008年再休校、板橋小へ事実上統合され[125]、2009年廃校）
- 庄原市立千鳥小学校（1997年休校、2010年廃校[133]）
- 庄原市立内堀小学校（2010年休校、庄原市立小奴可小学校へ事実上統合され[134]、2011年廃校[46]）
- 庄原市立帝釈小学校（2010年休校、庄原市立東城小学校へ事実上統合され[135]、2016年廃校[131]）
- 庄原市立口南小学校（2021年口北小と統合し庄原市立口和小学校へ）[136]
- 庄原市立口北小学校（2021年口南小と統合し口和小へ）[136]
- 庄原市立川北小学校（2021年休校[128][注釈 11]、庄原小へ統合、2024年廃校[7]）
- 庄原市立美古登小学校（2021年休校[126][注釈 12]、西城小へ統合、2024年廃校[7]）
- 庄原市立八幡小学校（2021年休校[135][注釈 13]東城小へ統合、2024年廃校[7]）
- 総領町立中領家小学校下領家分校（1961年）
- 総領町立田総小学校木屋分校（1970年）
- 総領町立黒目小学校（1973年中領家小へ統合）
- 総領町立田総小学校（1982年統合により庄原市立総領小学校〈当時：総領町立〉へ）[138]
- 総領町立中領家小学校（同上）[138]
- 総領町立亀谷小学校（同上）[138]
- 口和町立金田小学校（1964年口南小へ統合され金田分校となり、1986年廃校）[139]
- 口和町立宮内小学校（1965年口北小へ統合され宮内季節分校となり、1972年廃校）[139]
- 口和町立竹地谷小学校（1998年休校、口北小へ事実上統合され、2016年廃校）[139]
- 比和町立木屋原小学校（1956年比和小へ統合）[130]
- 高野町立高暮小学校（1994年下高野山小へ統合）
- 高野町立下高野山小学校（2003年統合により庄原市立高野小学校〈当時：高野町立〉へ）[140]
- 高野町立新市小学校（同上）[140]
- 高野町立和南原小学校（同上）[140]
- 高野町立湯川小学校（同上）[140]
- 東城町立菅小学校（1959年竹森小と統合し菅竹小へ）[141]
- 東城町立竹森小学校（1959年菅小と統合し菅竹小へ）[141]
- 東城町立小奴可小学校持丸分校（1969年12月）[134]
- 東城町立森小学校（1978年川鳥小と統合し八幡小へ）[142]
- 東城町立川鳥小学校（1978年森小と統合し八幡小へ）[142]
- 東城町立始終小学校（1997年休校、八幡小へ事実上統合され[142]、2015年廃校[23]）
- 東城町立宮原小学校（2003年休校、東城小へ事実上統合[135]）
- 東城町立菅竹小学校（2003年休校、東城小へ事実上統合され[135]、2015年廃校[23]）
- 東城町立戸宇小学校（2004年休校、東城小へ事実上統合され[135]、2015年廃校[23]）
- 東城町立久代小学校（2004年休校、東城小へ事実上統合され[135]、2016年廃校[131]）
- 西城町立油木小学校（1997年休校、2016年廃校[131]）
- 西城町立熊野小学校（1997年休校、2016年廃校[131]）
- 西城町立大戸小学校（2001年休校、西城小へ事実上統合され[126]、2011年廃校[46]）
- 西城町立大屋小学校（2004年休校、西城小へ事実上統合され[126]、2015年廃校[23]）
- 西城町立三坂小学校（2004年休校、西城小へ事実上統合[126]）

### 安芸高田市
- 安芸高田市立根野小学校（2018年刈田小と統合し安芸高田市立八千代小学校へ）[143]☆旧校舎は、八千代小の校舎として引き続き使用。
- 安芸高田市立刈田小学校（2018年根野小と統合し八千代小へ）[143]
- 安芸高田市立甲立小学校（2018年統合により安芸高田市立甲田小学校へ）[144]☆旧校舎は、甲田小の校舎として引き続き使用。
- 安芸高田市立小田小学校（同上）[144]
- 安芸高田市立小田東小学校（同上）[144]
- 安芸高田市立可愛小学校（2019年郷野小と統合し安芸高田市立愛郷小学校へ）[145]
- 安芸高田市立郷野小学校（2019年可愛小と統合し愛郷小へ）[145]
- 安芸高田市立来原小学校（2020年船佐小と統合し安芸高田市立高宮小学校へ）[146]
- 安芸高田市立船佐小学校（2020年来原小と統合し高宮小へ）[146]
- 安芸高田市立川根小学校（2024年高宮小へ統合）[147][7]
- 向原町立向原小学校寺山分校（1968年）[148]
- 向原町立有保小学校（1973年安芸高田市立向原小学校〈当時：向原町立〉有保教場となり、1974年廃止）[148]
- 高宮町立船佐北小学校（1976年船佐西小へ統合）[149]
- 高宮町立船佐西小学校（1982年船佐東小と統合し船佐小へ）[149]
- 高宮町立船佐東小学校（1982年船佐西小と統合し船佐小へ）[149]
- 甲田町立深瀬小学校（1967年甲立小へ統合）[150]
- 甲田町立浅塚小学校（1969年甲立小へ統合）[151]
- 吉田町立丹比東小学校（1962年安芸高田市立吉田小学校〈当時：吉田町立〉へ統合）[152]
- 吉田町立丹比西小学校（2004年吉田小へ統合）[152]
- 八千代町立刈田北小学校（1971年刈田小へ統合）[153]☆「土師ダム」の建設に伴い、廃校になった。
- 美土里町立横田小学校（2003年統合により安芸高田市立美土里小学校〈当時：美土里町立〉へ）[154]
- 美土里町立本郷小学校（同上）[154]
- 美土里町立北小学校（同上）[154]
- 美土里町立生桑小学校（同上）[154]

### 大竹市
- 大竹市立飯谷小学校（1970年大竹市立穂仁原小学校飯谷分校となり、1985年廃校）[155]
- 大竹市立栗谷小学校広原分校（1971年）[156]
- 大竹市立栗谷小学校谷尻分校（1971年）[156]
- 大竹市立栗谷小学校谷和分校（1981年）[156]
- 大竹市立松ヶ原小学校（2008年大竹市立玖波小学校へ統合）[157]
- 大竹市立木野小学校（2011年大竹市立大竹小学校へ統合）[158]
- 大竹市立穂仁原小学校（2013年大竹市立小方小学校へ統合）[51]
- 大竹市立阿多田小学校（同上）[51]
- 大竹市立栗谷小学校（2019年休校）[159]

### 竹原市
- 竹原市立忠海東小学校特殊学級芸南分級（1978年）[160]
- 竹原市立小梨小学校（2004年竹原市立荘野小学校へ統合）[161][注釈 14]
- 竹原市立田万里小学校（2005年荘野小へ統合）[161]
- 竹原市立忠海西小学校（2015年忠海東小と統合し忠海小へ）[160]
- 竹原市立忠海東小学校（2015年忠海西小と統合し忠海小へ）[160]
- 竹原市立吉名小学校（2018年竹原市立吉名中学校と統合し竹原市立吉名学園へ）[162]
- 竹原市立忠海小学校（2021年竹原市立忠海中学校と統合し竹原市立忠海学園へ）[163]

### 江田島市
- 江田島市立大須小学校（2006年江田島市立切串小学校へ統合）[164]
- 江田島市立秋月小学校（2006年江田島市立江田島小学校へ統合）[165]
- 江田島市立小用小学校（2007年江田島小へ統合）[165]
- 江田島市立宮ノ原小学校（同上）[165]
- 江田島市立津久茂小学校（同上）[165]
- 江田島市立沖小学校（2007年江田島市立鹿川小学校へ統合）[166]
- 江田島市立大君小学校（2009年江田島市立大古小学校へ統合）[167]
- 江田島市立飛渡瀬小学校（2012年江田島小へ統合）[165]
- 江田島市立高田小学校（2014年）[168]
- 江田島市立柿浦小学校（2019年大古小へ統合）[24]
- 江田島町立江田島小学校〈旧〉（1970年統合により江田島小〈新〉へ）[165]
- 江田島町立鷲部小学校（同上）[165]
- 江田島町立江南小学校（同上）[165]
- 大柿町立深江小学校（2002年[169]）

## 郡部

### 山県郡
- 安芸太田町立上殿小学校（2022年休校）[170]
- 安芸太田町立修道小学校（2016年加計小へ統合）[171]
- 安芸太田町立津浪小学校（同上）[171]
- 安芸太田町立殿賀小学校（同上）[171]
- 安芸太田町立井仁小学校（2014年加計小[171]と安芸太田町立筒賀小学校[172]へ統合[168]）
- 北広島町立大塚小学校（2013年北広島町立大朝小学校へ統合[173]）[51]
- 北広島町立芸北小学校〈旧〉（2013年、北広島町立芸北小学校〈新〉へ統合）[174]
- 北広島町立八幡小学校（同上）[174]
- 北広島町立雄鹿原小学校（同上）[174]
- 北広島町立雲月小学校（同上）[174]
- 北広島町立美和小学校（同上）[174]
- 北広島町立南方小学校（2013年北広島町立壬生小学校へ統合）[175]
- 北広島町立豊平南小学校（2013年北広島町立豊平小学校へ統合）[176]
- 北広島町立豊平西小学校（同上）[176]
- 北広島町立豊平東小学校（同上）[176]
- 北広島町立豊平小学校（2024年豊平中と統合し、北広島町立豊平学園（義務教育学校）へ）[7]
- 安芸太田町立平見谷小学校（2013年）[51]
- 安芸太田町立猪山小学校（2009年加計小へ統合）[171]
- 安芸太田町立杉之泊小学校（2009年安芸太田町立加計小学校〈当時：加計町立〉へ統合[171]）※
- 安芸太田町立安野小学校（2008年修道小へ統合[177]）※
- 安芸太田町立松原小学校（2008年安芸太田町立戸河内小学校へ統合）[178]
- 安芸太田町立寺領小学校（同上）[178]
- 芸北町立美和東小学校（2000年美和小へ統合）[179]
- 芸北町立美和中央小学校（同上）[179]☆旧校舎は、美和小の校舎として引き続き使用。
- 芸北町立美和西小学校（同上）[179]
- 加計町立加計小学校温井分校（1998年）[171]※
- 大朝町立筏津小学校（1996年大朝小へ統合）[173]
- 戸河内町立松原小学校小板分校（1994年休校、2008年本校が廃校）
- 大朝町立田原小学校（1992年大朝小へ統合）[173]
- 芸北町立中野西小学校（1989年中野南小と統合し芸北小へ）[179]☆翌年、跡地に芸北小学校の校舎が建設された。
- 芸北町立中野南小学校（1989年中野西小と統合し芸北小へ）[179]
- 千代田町立八重西小学校（1987年八重小へ統合）[180]
- 千代田町立畑小学校（1984年南方小へ統合）[179]
- 芸北町立雄鹿原小学校橋山分校（1972年）[181]
- 千代田町立川西小学校（1972年壬生小へ統合）[175]
- 戸河内町立打梨小学校（1971年戸河内小へ統合）[178]
- 戸河内町立打梨小学校那須分校（同上）[178]
- 豊平町立酒森小学校（1971年豊平西小へ統合）[179]
- 芸北町立雄鹿原小学校空城分校（1970年）[181]
- 千代田町立蔵迫小学校（1970年北広島町立八重小学校〈当時：千代田町立〉へ統合）[180]
- 加計町立坪野小学校（1970年加計小へ統合）[171]
- 筒賀村立田之尻小学校（1970年加計小へ統合）[171]
- 戸河内町立四合小学校（1969年戸河内小へ統合）[178]
- 豊平町立原東小学校（1969年豊平東小へ統合）[179]
- 豊平町立原西小学校（同上）[179]
- 豊平町立原東小学校下石分校（同上）[181]
- 筒賀村立坂原小学校（1968年筒賀小へ統合）[172]
- 豊平町立吉坂小学校（1967年豊平南小へ統合）[179]
- 加計町立川登小学校（1966年加計小へ統合）[171]
- 芸北町立中野東小学校（1966年雲月小へ統合）[179]
- 豊平町立吉木小学校（1966年豊平南小へ統合）[179]
- 豊平町立阿坂小学校（1966年豊平南小へ統合）[179]
- 戸河内町立横川小学校（1965年戸河内小横川分校となり、1970年廃校）[178]
- 芸北町立中野北小学校（1965年雲月小へ統合）[179]
- 芸北町立土橋小学校（1965年雲月小へ統合）[179]
- 豊平町立琴谷小学校（1964年豊平西小へ統合）[179]
- 豊平町立都谷小学校（同上）[179]☆旧校舎はその後、1979年まで豊平西小の校舎として使われた。
- 豊平町立長笹小学校（同上）[179]
- 豊平町立都志見小学校（同上）[179]
- 加計町立川南小学校（1959年加計小へ統合）[171]
- 芸北町立樽床小学校（1957年八幡小へ統合）

### 豊田郡
- 大崎上島町立西野小学校（2008年中野小と統合し大崎上島町立大崎小学校へ）[182]
- 大崎上島町立中野小学校（2008年西野小と統合し大崎小へ）[182]☆旧校舎は、大崎小学校の校舎として引き続き使用されている。
- 木江町立木江小学校〈旧〉（1995年南小と統合し大崎上島町立木江小学校〈新〉〈当時：木江町立〉へ）[183]
- 木江町立南小学校（1995年木江小〈旧〉と統合し木江小〈新〉へ）[183]☆旧校舎は以降、2005年まで木江小学校の校舎として使用された。

### 世羅郡
- 世羅西町立長田小学校（1967年）
- 世羅西町立吉川小学校（1968年）
- 世羅西町立山福田小学校（2004年統合により世羅町立せらにし小学校〈当時：世羅西町立〉へ）[184]
- 世羅西町立小国小学校（同上）[184]☆旧校舎は、せらにし小学校の校舎として引き続き使われている。
- 世羅西町立津田小学校（同上）[184]
- 世羅西町立黒川小学校（同上）[184]
- 世羅町立徳市小学校（1969年大見小へ統合）
- 世羅町立宇津戸小学校（2011年統合により世羅町立せらひがし小学校へ）[185]
- 世羅町立中央小学校（同上）[185]☆旧校舎は、せらひがし小学校の校舎として引き続き使われている。
- 世羅町立伊尾小学校（同上）[185]
- 世羅町立東小学校（同上）[185]
- 世羅町立大田小学校（2011年統合により世羅町立世羅小学校へ）[186]☆かつての校舎は、世羅小学校の校舎として活用されている。
- 世羅町立大見小学校（同上）[186]
- 世羅町立西大田小学校（同上）[186]
- 世羅町立津久志小学校（同上）[186]
- 甲山町立伊尾小学校八田原分校（1964年）

### 神石郡
- 神石高原町立油木小学校〈旧〉（2005年統合により神石高原町立油木小学校〈新〉へ）[187]
- 神石高原町立安田小学校（同上）[187]
- 神石高原町立近田小学校（同上）[187]
- 神石高原町立上野小学校（同上）[187]
- 神石高原町立三和小学校〈旧〉（2011年統合により神石高原町立三和小学校〈新〉へ）[46]
- 神石高原町立高蓋小学校（同上）[46]
- 神石高原町立二幸小学校（同上）[46]
- 神石町立田頭小学校（1961年神石町・三和町学校組合立二幸小学校〈のち：神石高原町立〉新設に伴い廃校）[188]
- 三和町立木津和小学校（同上）[188]
- 神石町立福永小学校（1965年統合により神石高原町立神石小学校〈当時：神石町立〉へ）[189]
- 神石町立古川小学校（同上）[189]
- 神石町立高光小学校（同上）[189]☆旧校舎は廃校後、1966年7月まで神石小学校の校舎として活用された。
- 神石町立永野南小学校（1994年神石小へ統合）[189]
- 神石町立相渡小学校（1998年神石小へ統合）[189]
- 神石町立牧小学校（2000年神石小へ統合）[189]
- 神石町立永野小学校（2002年神石小へ統合）[189]
- 神石町立草木小学校（同上）[189]
- 三和町立小畠小学校（1960年統合により三和小へ）
- 三和町立上小学校（同上）
- 三和町立高蓋小学校光信分校（同上）
- 三和町立井関小学校（1984年統合により神石高原町立来見小学校〈当時：三和町立〉へ）[190]
- 三和町立時安小学校（同上）[190]
- 三和町立坂瀬川小学校（同上）[190]
- 三和町立父木野小学校（1988年休校、1994年高蓋小へ統合）※
- 三和町立三和小学校阿下分校（1994年）
- 油木町立小野小学校（1984年休校、油木小へ事実上統合され、2001年廃校）
- 油木町・東城町学校組合立新坂小学校（1992年廃校、児童は油木小と東城町立東城小学校へ委託）
- 豊松村立有木小学校（1968年神石高原町立豊松小学校〈当時：豊松村立〉へ統合）[注釈 15]
- 豊松村立上豊松小学校（同上）
- 豊松村立笹尾小学校（同上）